# MacDonnellgebergte
Het MacDonnellgebergte (Engels: MacDonnell Ranges) ligt in Centraal-Australië, in het Noordelijk Territorium, en strekt zich ten westen en ten oosten van Alice Springs uit.
Het gebied kenmerkt zich door evenwijdig aan elkaar gelegen lage bergruggen en droge valleien. Ondanks het woestijnklimaat zien de valleien er redelijk groen uit. In de schaduw van de bergen zijn op veel plaatsen permanente waterplaatsen te vinden waar flora en fauna weelderig zijn. Zo is er bij waterplaatsen altijd veel begroeiing en zie je vaak vogels en rotswallaby's.